# Justin Jefferson
Pour les articles homonymes, voir Jefferson.
(en) Statistiques sur pro-football-reference
Justin Jefferson, né le 16 juin 1999 à St. Rose en Louisiane, est un sportif professionnel américain de football américain jouant au poste de wide receiver pour les Vikings du Minnesota dans la National Football League (NFL) depuis la saison 2020.

## Biographie

### Carrière universitaire
Jefferson effectue sa carrière universitaire avec les Tigers de LSU, une des meilleures équipes du pays. Il rejoint l'équipe en 2017.
Dans sa troisième saison universitaire, en 2019, Jefferson effectue 111 réceptions, le meilleur total de réceptions sur toute la NCAA, ex æquo avec James Proche (en). Il est aussi le deuxième meilleur marqueur de touchdowns à la réception avec 18 (derrière son coéquipier Ja'Marr Chase) et le troisième au nombre de yards gagnés à la réception (avec 1 540).
Les Tigers, emmenés en attaque par le quarterback Joe Burrow, les wide receivers Jefferson et Chase et le running back Clyde Edwards-Helaire, remportent le Peach Bowl 2019 en écrasant les Sooners de l'Oklahoma 63 à 28. Jefferson s'illustre en marquant 4 touchdowns à la réception dans les deux premiers quart-temps. C'est un nouveau record en playoffs FBS. Il égale aussi le nombre de touchdowns à la réception en un match de playoffs. Les Tigers remportent le College Football Championship Game 2020 en battant les Tigers de Clemson.

### Carrière professionnelle
| Taille              | Poids           | Bras          | Main          | Sprint   | Sprint   | Sprint   | Shuttle 20 yards | 3 cones drill | Détente         | Détente            | Développé couché | Test Wonderlic |
| Taille              | Poids           | Bras          | Main          | 40 yards | 10 yards | 20 yards | Shuttle 20 yards | 3 cones drill | verticale       | horizontale        | Développé couché | Test Wonderlic |
| 1,86 m (6 ft 1¼ in) | 92 kg (202 lbs) | 84 cm (33 in) | 23 cm (9⅛ in) | 4,43 s   | -        | -        | -                | -             | 95 cm (37,5 in) | 3,2 m (10 ft 6 in) | -                | 19             |

Jefferson est sélectionné en 22e choix global lors du premier tour de la draft 2020 de la NFL par les Vikings du Minnesota.

#### Saison 2020
Lors du troisième match de sa carrière professionnelle, Jefferson réussit 7 réceptions pour un gain total de 175 yards et un touchdown.
Lors de cette première saison, il bat le record de la NFL moderne du plus grand nombre de yards gagnés en réception pour un rookie avec un total de 1 400 yards (son record est battu la saison suivante par son ancien coéquipier aux Tigers, Ja'Marr Chase). Le précédent record de 1 377 yards était détenu depuis 2003 par Anquan Boldin. Il est toutefois classé deuxième de l'histoire du football américain si l'on prend en compte les statistiques enregistrées avant la fusion NFL/AFL de 1966 puisque Bill Groman (en) avait gagné 1 473 yards lors de la saison 1960. Jefferson bat aussi les records de la franchise établis par un rookie et détenus précédemment par Randy Moss, du plus grand nombre de yards gagnés en réception et du plus grand nombre de réceptions effectuées,.

#### Saison 2021
Jefferson établit un nouveau record du plus grand nombre de yards gagnés (3 016) par un joueur au cours de ses deux premières saisons et qui était détenu par Odell Beckham Jr. (2 755 yards). Cette amélioration de record est toutefois facilitée depuis saison 2021 puisque la saison régulière compte dorénavant 17 rencontres contre 16 auparavant.

#### Saison 2022
Lors de la saison 2022, Jefferson finit premier au nombre de yards gagnés à la réception avec 1 809 yards (en 128 réceptions et pour 8 touchdowns) et remporte également le prix du meilleur joueur offensif 2022 de la NFL.

#### Saison 2024
Le 3 juin 2024, Justin Jefferson signe une prolongation de contrat de 4 ans pour un montant de 140 millions de dollars dont 89 sont garantis et devient ainsi le joueur non quarterback le mieux payé de la ligue, dépassant le salaire obtenu par Nick Bosa des 49ers de San Francisco.
Jefferson inscrit un touchdown de 97 yards en réception et atteint les 400 réceptions en carrière à l'occasion du match de la 2e semaine gagné 23 à 17 contre les 49ers. En 62 matchs NFL, il égale également Lance Alworth en tant que joueur ayant atteint le plus rapidement les 6 000 yards en réceptions sur la carrière. En 11e semaine contre les Titans, Jefferson dépasse Torry Holt pour le plus grand nombre de yards gagnés en réceptions par un joueur au terme de ses cinq première saisons en NFL. Jefferson dépasse les 1 000 yards en réceptions sur la saison lors du match de la 13e semaine contre les Cardinals, devenant le 4e receveur de l'histoire de la NFL à atteindre ce nombre lors de ses cinq premières saisons. Après une longue disette de six matchs sans touchdown, Jefferson réussit sa première performance multi-touchdown de la saison lors de la victoire 42 à 21 en 14e semaine contre les Falcons, terminant le match avec 132 yards et deux touchdowns. Au cours de la 16e semaine, il réussit dix réceptions pour un gain total de 144 yards et deux touchdowns pour une victoire 27 à 24 contre les Seahawks.
Jefferson termine la saison 2024 avec un bilan de 103 réceptions pour 1 533 yards et dix touchdowns ce qui lui permet d'obtenir une quatrième sélection pour le Pro Bowl et une deuxième sélection dans la première équipe All-Pro.

## Statistiques

### Universitaires
| Année       | Équipe        | Statut      | MJ |     | Courses | Courses | Courses | Courses |       | Passes réceptionnées | Passes réceptionnées | Passes réceptionnées | Passes réceptionnées |
| Année       | Équipe        | Statut      | MJ | Nb. | Yards   | Moy.    | TD      | Nb.     | Yards | Moy.                 | TD                   |                      |                      |
| 2017        | Tigers de LSU | Fr.         | 02 | 0   | 0       | 00,0    | 0       | 1       | 04    | 4,0                  | 0                    |                      |                      |
| 2018        | Tigers de LSU | So.         | 13 | 054 | 0 875   | 16,2    | 06      | 5       | 126   | 5,2                  | 0                    |                      |                      |
| 2019        | Tigers de LSU | Jr.         | 15 | 111 | 1 540   | 13,9    | 18      | 0       | 0     | 0,0                  | 0                    |                      |                      |
| Totaux NCAA | Totaux NCAA   | Totaux NCAA | 30 | 165 | 2 415   | 14,6    | 24      | 6       | 030   | 5,0                  | 0                    |                      |                      |

### Professionnelles
| Année      | Équipe               | MJ |     | Passes réceptionnées | Passes réceptionnées | Passes réceptionnées | Passes réceptionnées |       | Courses | Courses | Courses | Courses |  | Fumbles | Fumbles |
| Année      | Équipe               | MJ | Nb. | Yards                | Moy.                 | TD                   | Nb.                  | Yards | Moy.    | TD      | Nb.     | Perdus  |  |         |         |
| 2020       | Vikings du Minnesota | 16 | 088 | 1 400                | 15,9                 | 07                   | 01                   | 0 2   | 02,0    | 0       | 1       | 0       |  |         |         |
| 2021       | Vikings du Minnesota | 17 | 108 | 1 619                | 15,0                 | 10                   | 06                   | 0 14  | 02,3    | 1       | 1       | 0       |  |         |         |
| 2022       | Vikings du Minnesota | 17 | 128 | 1 809                | 14,1                 | 08                   | 04                   | 0 24  | 06,0    | 2       | 0       | 1       |  |         |         |
| 2023       | Vikings du Minnesota | 10 | 068 | 1 074                | 15,8                 | 05                   | 01                   | - 12  | -12,0   | 0       | 1       | 1       |  |         |         |
| 2024       | Vikings du Minnesota | 17 | 103 | 1 533                | 14,9                 | 10                   | 01                   | 03    | 03,0    | 0       | 1       | 0       |  |         |         |
| Totaux NFL | Totaux NFL           | 77 | 495 | 7 432                | 15,0                 | 40                   | 13                   | 031   | 02,4    | 1       | 4       | 2       |  |         |         |

| Année      | Équipe               | MJ |     | Passes réceptionnées | Passes réceptionnées | Passes réceptionnées | Passes réceptionnées |       | Courses | Courses | Courses | Courses |  | Fumbles | Fumbles |
| Année      | Équipe               | MJ | Nb. | Yards                | Moy.                 | TD                   | Nb.                  | Yards | Moy.    | TD      | Nb.     | Perdus  |  |         |         |
| 2022       | Vikings du Minnesota | 1  | 07  | 047                  | 06,7                 | 0                    | 0                    | 0     | 0,0     | 0       | 0       | 0       |  |         |         |
| 2024       | Vikings du Minnesota | 1  | 05  | 058                  | 11,6                 | 0                    | 0                    | 0     | 0,0     | 0       | 0       | 0       |  |         |         |
| Totaux NFL | Totaux NFL           | 2  | 12  | 105                  | 09,2                 | 0                    | 0                    | 0     | 0,0     | 0       | 0       | 0       |  |         |         |

| Saison     | 2020 | 2021 | 2022 | 2023 | 2024 | 2025 |
| Classement | 53e  | 17e  | 2e   | 18e  | ?    | ?    |

Le classement du Top 100 des meilleurs joueurs de la NFL est dévoilé la dernière semaine du mois de juillet suivant la fin de la saison.